# Lubjanka metróállomás
A Lubjanka (oroszul: Лубя́нка) egy metróállomás a moszkvai metróban, a szokolnyicseszkaja vonalon. Két szomszédja a Csisztije prudi és az Ohotnij Rjad. 1935-ben, a metró első fázisában nyílt meg.

## Neve
1935-ös megnyitásától 1990. november 5-ig Feliksz Edmundovics Dzerzsinszkij szovjet politikus nevét viselte, akinek mellszobra a mai napon megtalálható az állomáson. Jelenlegi nevét a feletti fekvő térről kapta.

## Története
A munkálatok 1933-ban kezdődtek meg, de az építkezés több problémával is szembe kellett hogy nézzen. A Lubjanka tér alatti föld homok és agyag keveréke. Az eredeti tervek szerint egy föld alatti agyagréteg tartotta volna az állomást, azonban néhány mérés után kiderült, hogy nem elég erős hozzá, a közelben folyó Nyeglinnaja egyik föld alatti csatornájából átfolyó víz miatt. Ez a nedvesség okozta azt is, hogy amennyiben levegő éri ezt a keveréket, hajlamos a térfogatnövekedésre, tehát nagyon gyorsan és kisebb szakaszokban kellett építkezni.
Az állomást tervező mérnök, Nyikolaj Ladovszkij a körülmények miatt többször is változtatott a terveken, többek között azáltal csökkentette az állomás belső terét, hogy a középső csarnokot nem építtette meg, így kevesebbet kellett ásni.
Az építkezés közben a homokos rétegek többször is kezdtek elcsúszni, ami miatt az agyagos rétegek süllyedni kezdtek, de az állomást mindig sikerült stabilan tartani. Végül határidőre elkészültek, az állomást pedig sikeresen átadták 1935. május 15-én, a metró első fázisában. Az állomást építő munkásoknak emlékművet emeltek az egyik lejáratban.
1965-ben bejelentették, hogy az állomás átszállópont lesz az akkor még csak tervezés alatt álló Taganszko-Krasznopresznyenszkaja vonalra, ezzel az is egyértelművé vált, hogy a korábban elvetett középső csarnokot is meg kell építeni, hogy könnyítsék az átszállást. 1968-ban elkészült a második, északi lejárat. A központi csarnok építésénél eleinte az új, úgynevezett talajfagyasztásos módszert alkalmazták, azaz lefagyasztották a nedves talajt, és így bontották el. A módszer eleinte bevált, viszont a csarnok felének kiásása után már nem lehetett többet használni, ezért ott a régi módszert alkalmazták. Mikor a központi csarnok elkészült, a peronokhoz vezető átjárókat robbanóanyaggal alakították ki. A felújított állomás átadására 1972-ben került sor, de a kapcsolódó Kuznyeckij Moszt állomást csak 1975-ben nyitották meg.
A felújítást irányító építészek Nyina Alesin és A. Sztrelkov voltak. A középső csarnok eredetileg csonka vége még ma is használatban van.
2010. március 29-én az állomást merénylet érte, amelyet a Kaukázusi Emírség nevű szervezet két tagja szervezett meg. Egyikük a Lubjankán, másikuk 40 perccel később a Park Kulturin robbantotta fel magát. A merényletsorozat 40 áldozatából 26 a Lubjankán halt meg vagy kapott halálos sebet.

## Bejáratok és az átszállás
Az állomáshoz két lejárat vezet, egy a Nyikolszkaja utcáról, a másik pedig a Malij Cserkaszkij utcáról. Az állomás a Lubjanka téren található FSZB-székházhoz, a Politechnikai Múzeumhoz és az annak az udvarán található Szoloveckij kőhöz is nagyon közel van. Érdekesség, hogy lehetséges lemenni az egyik átjáróban, és feljönni a másikban anélkül, hogy érintenénk a peronokat vagy a középső csarnokot.
A középső csarnokban mozgólépcsők biztosítják az átszállást a Kuznyeckij Mosztra.

## Fordítás
- Ez a szócikk részben vagy egészben a Lubyanka (Moscow Metro) című angol Wikipédia-szócikk fordításán alapul. Az eredeti cikk szerkesztőit annak laptörténete sorolja fel. Ez a jelzés csupán a megfogalmazás eredetét és a szerzői jogokat jelzi, nem szolgál a cikkben szereplő információk forrásmegjelöléseként.